# Station Kruszwica
Station Kruszwica is een spoorwegstation in de Poolse plaats Kruszwica.